# CNFN
CNFN (англ. Cornifelin) – білок, який кодується однойменним геном, розташованим у людей на довгому плечі 19-ї хромосоми. Довжина поліпептидного ланцюга білка становить 112 амінокислот, а молекулярна маса — 12 376.
| 10         |  | 20         |  | 30         |  | 40         |  | 50         |
| ---------- |  | ---------- |  | ---------- |  | ---------- |  | ---------- |
| MSYPVTSQPQ |  | CATTSCYQTQ |  | LSDWHTGLTD |  | CCNDMPVCLC |  | GTFAPLCLAC |
| RISDDFGECC |  | CAPYLPGGLH |  | SIRTGMRERY |  | HIQGSVGHDW |  | AALTFCLPCA |
| LCQMARELKI |  | RE         |  |            |  |            |  |            |

A: Аланін

C: Цистеїн

D: Аспарагінова кислота

E: Глутамінова кислота

F: Фенілаланін

G: Гліцин

H: Гістидин

I: Ізолейцин

K: Лізин

L: Лейцин

M: Метіонін

N: Аспарагін

P: Пролін

Q: Глутамін

R: Аргінін

S: Серин

T: Треонін

V: Валін

W: Триптофан

Задіяний у такому біологічному процесі, як кератинізація. 
Локалізований у цитоплазмі.